# Markušići
Markušići is een plaats in de gemeente Žumberak in de Kroatische provincie Zagreb. De plaats telt 10 inwoners (2001).